# Gentianella poretzkyi
Gentianella poretzkyi là một loài thực vật có hoa trong họ Long đởm. Loài này được Tzvelev mô tả khoa học đầu tiên năm 1993.